# Cachaça
Cachaça, pinga, cana ou caninha é a aguardente de cana-de-açúcar produzida no Brasil. É usada no preparo do coquetel mundialmente conhecido "caipirinha".
É obtida através da fermentação e destilação do caldo de cana ou do melaço.

## Etimologia

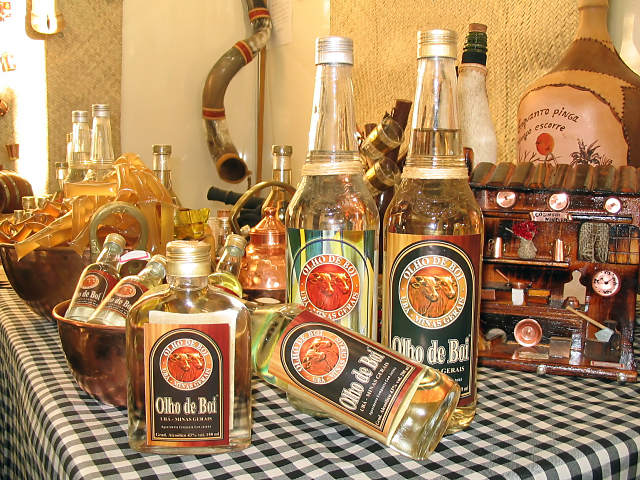
Cachaça

Seu nome pode ter sido originado da velha língua ibérica – cachaza – significando vinho de borra, um vinho inferior bebido em Portugal e Espanha, ou ainda, de "cachaço", o porco, e seu feminino "cachaça", a porca. Isso porque a carne dos porcos selvagens, encontrados nas matas de todo o Brasil — os chamados caititus —, era muito dura e a cachaça era usada para amolecê-la.
Na produção colonial de açúcar, "cachaça" era o nome dado à primeira espuma que subia à superfície do caldo de cana que estava sendo fervido. Ela era fornecida aos animais ou descartada. A segunda espuma era consumida pelos escravos, principalmente depois que fermentasse e também passou a ser chamada cachaça. Posteriormente, com a destilação da espuma e do melaço fermentados e a produção de aguardente de baixa qualidade, esta passou a ser também denominada de cachaça e era fornecida a escravos ou adquirida por pessoas de baixa renda.

## História
A cachaça é uma bebida de grande importância cultural, social e econômica para o Brasil, e está relacionada diretamente ao início da colonização portuguesa do país e à atividade açucareira, que, por ser baseada na mesma matéria-prima da cachaça, possibilitou a implantação dos estabelecimentos cachaceiros.

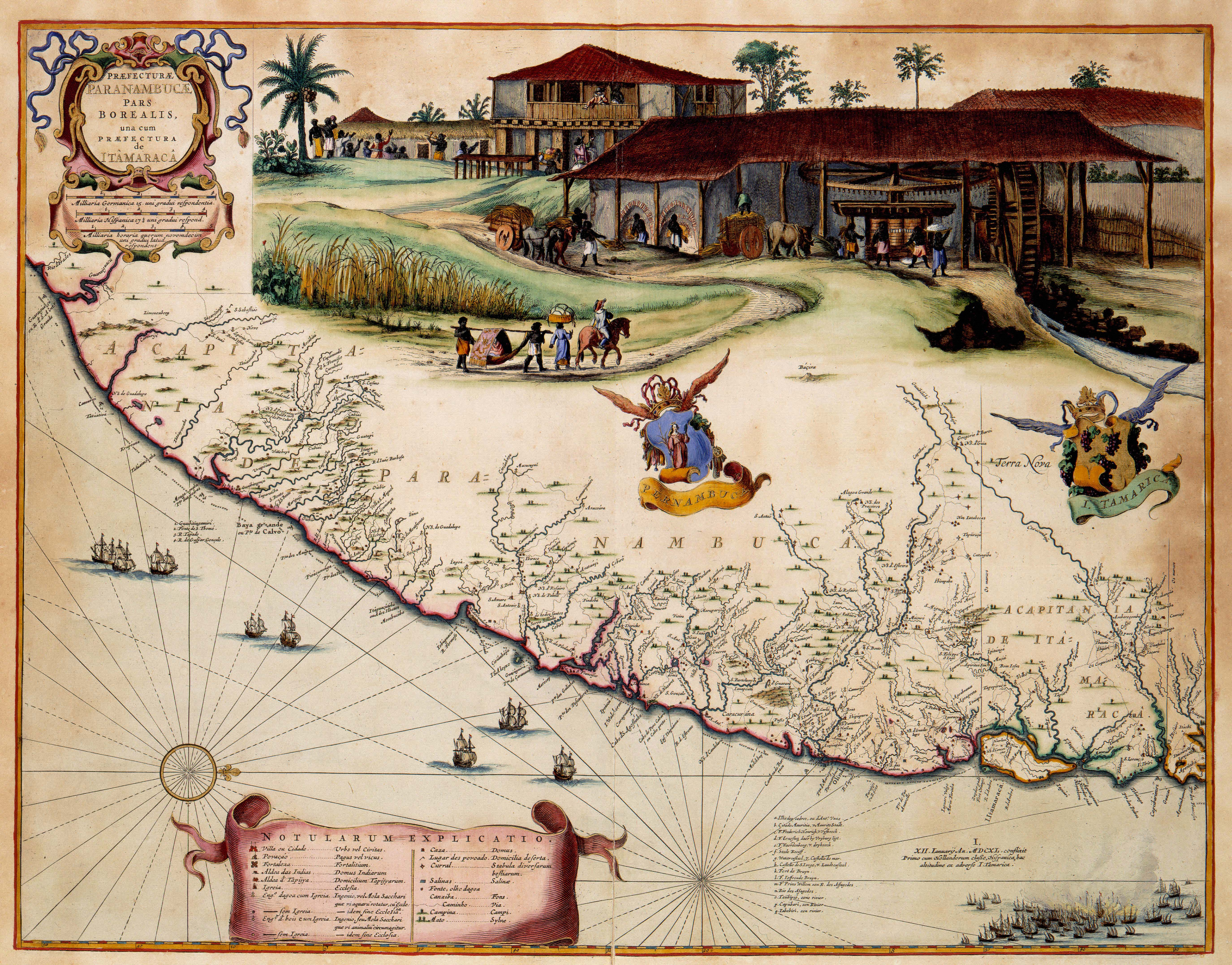
Engenho de açúcar na Ilha de Itamaracá em Pernambuco, por Frans Post.

A primeira plantação de cana-de-açúcar de que se tem notícia no Brasil foi feita em 1504 por Fernão de Noronha na ilha que leva o seu nome. E há referências de que o primeiro engenho de açúcar foi construído em 1516, na Feitoria de Itamaracá, criada pelo rei Dom Manuel I de Portugal no litoral do atual estado de Pernambuco e confiada ao administrador colonial Pero Capico — primeiro "Governador das Partes do Brasil". Na década de 1530, os primeiros donatários portugueses iniciaram empreendimentos nas terras da América Portuguesa, especialmente nas capitanias de Pernambuco e São Vicente, implementando engenhos de açúcar. Assim, surgem, na nova colônia portuguesa, os primeiros núcleos de povoamento e agricultura. Apesar de não haver um registro preciso sobre o verdadeiro local onde a primeira destilação da cachaça tenha sido iniciada, pode-se afirmar que ela se deu no território brasileiro, em algum engenho do litoral, entre os anos de 1516 e 1532, sendo, portanto, o primeiro destilado da América Latina.
A geração inicial de colonizadores portugueses no Brasil apreciava a bagaceira portuguesa e o vinho do porto. Assim como a alimentação, grande parte da bebida era importada da metrópole portuguesa. Sob tal conjuntura, foi descoberto, em algum engenho de açúcar, o vinho de cana-de-açúcar, que é o resultado do caldo de cana fermentado, como também dos subprodutos da produção do açúcar, como as espumas e o melaço misturados à água. É uma bebida "limpa", em comparação com o cauim - vinho produzido pelos índios, no qual todos cospem num enorme caldeirão de barro para ajudar na fermentação da mandioca. Os senhores de engenho passam a servir o tal caldo, denominado cagaça, para os escravos. Em 1584, o Memorial de Gabriel Soares de Sousa faz referências a "oito casas de cozer méis" na Bahia. Dos meados do século XVI até metade do século XVII, as "casas de cozer méis" se multiplicam. Inicialmente, "casa de cozer méis" era o nome dado aos engenhos produtores de açúcar e, posteriormente, foi também aplicado aos alambiques produtores de cachaça. Em 1637, o naturalista alemão George Marcgraf, da comitiva do conde Maurício de Nassau, levou a Pernambuco a primeira caldeira para a produção de melado de cana.
Os primeiros registros históricos da cachaça coincidem com o rum nas possessões inglesas nas Américas, da aguardiente de caña nas espanholas e da tafia nas francesas. Ou seja, a cachaça, o rum, a aguardiente de caña e a tafia foram todas criadas a partir dos mesmos subprodutos da produção de açúcar: o melaço e as espumas. A cachaça torna-se moeda corrente para compra de escravos na África. Alguns engenhos passam a dividir a produção entre o açúcar e a cachaça. A descoberta de ouro nas Minas Gerais traz uma grande população de migrantes, vinda de todos os cantos do país, que constrói cidades sobre as montanhas frias da Serra do Espinhaço. A cachaça ameniza a temperatura.

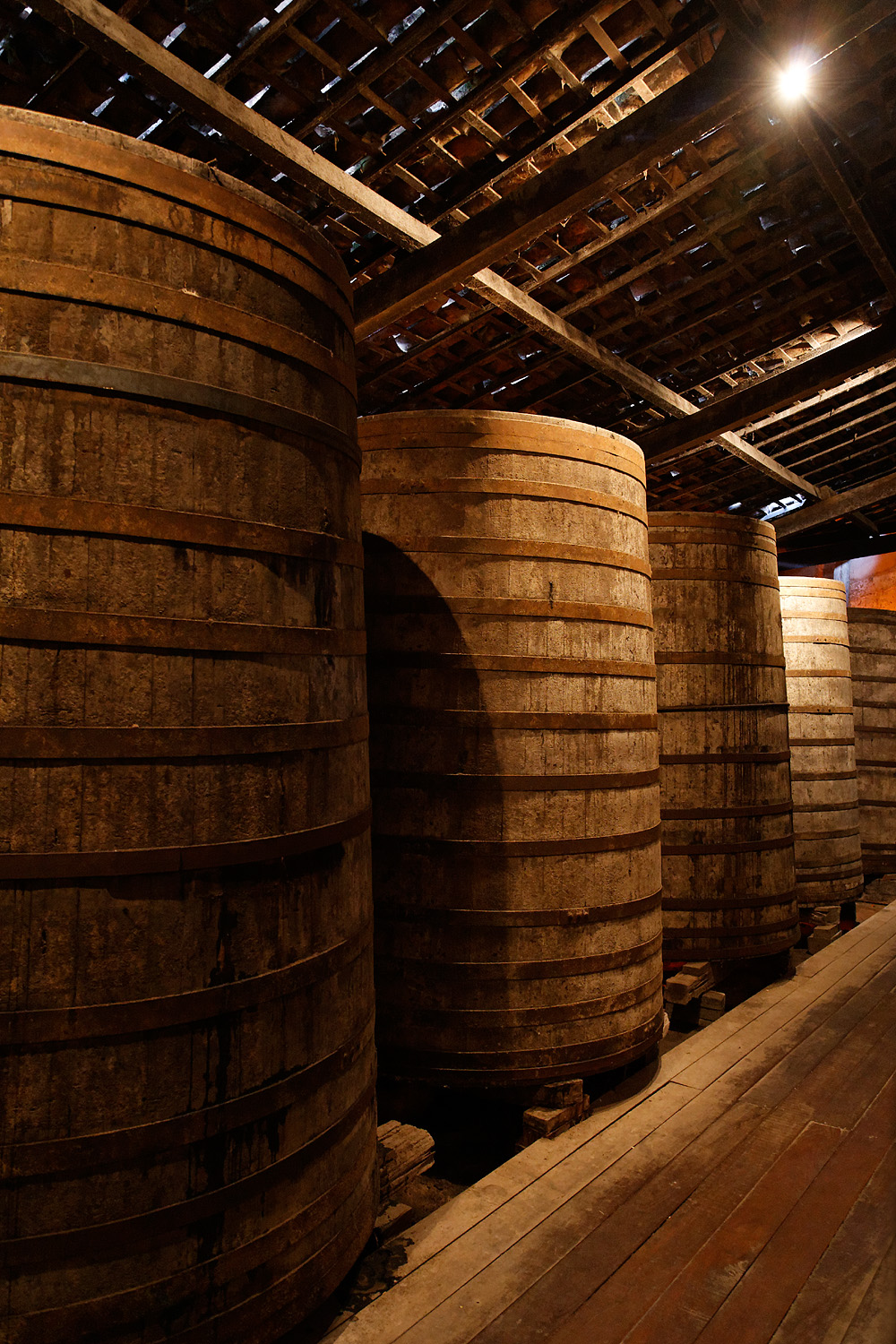
Barris de cachaça no Museu da Cachaça de Maranguape, Ceará.

Incomodada com a queda do comércio da bagaceira e do vinho portugueses na colônia e alegando que a bebida brasileira prejudica a retirada do ouro das minas, a Corte proíbe, a partir de 1635, por várias vezes, a produção, comercialização e até o consumo da cachaça. Sem resultados, a Metrópole portuguesa resolve taxar o destilado. Em 1756, a aguardente de cana-de-açúcar foi um dos gêneros que mais contribuíram com impostos voltados para a reconstrução de Lisboa, destruída no grande sismo de 1755. Para a cachaça, são criados vários impostos conhecidos como subsídios, como o literário, para manter as faculdades da Corte.
Com o passar dos tempos, melhoram-se as técnicas de produção. A cachaça é apreciada por todos. É consumida em banquetes palacianos e misturada ao gengibre e outros ingredientes, nas festas religiosas portuguesas - o famoso quentão. Devido ao seu baixo valor e associação às classes mais baixas (primeiro, os escravos; e depois, os pobres e miseráveis), a cachaça sempre deteve uma aura marginal. Contudo, nas últimas décadas, seu reconhecimento internacional tem contribuído para diluir o índice de rejeição dos próprios brasileiros, alçando um status de bebida chique e requintada, merecedora dos mais exigentes paladares.
O total de produtores de cachaça em 2011 alcançou, no Brasil, os 40 000, sendo que apenas cerca de 5 000 (12%) são devidamente registrados. Por ser uma bebida popular que vem há séculos acompanhando o povo brasileiro, é conhecida por inúmeros sinônimos, como: abre, abrideira, abençoada, aca, a-do-ó, aço, água-benta, água-bruta, água-de-briga, água-de-cana, água-que-gato-não-bebe, água-que-passarinho-não-bebe, aguardente, aguardente de cana, aguarrás, águas-de-setembro, alpista, aninha, arrebenta-peito, assovio-de-cobra, azougue, azuladinha, azulzinha, bagaceira, baronesa, bicha, bico, boas, borgulhante, boresca, branca, branquinha, brasa, brasileira, caiana, calibrina, cambraia, cana, cândida, canguara, caninha, canjebrina, canjica, capote-de-pobre, catuta, caxaramba, caxiri, caxirim, cobreira, corta-bainha, cotreia, cumbe, cumulaia, amnésia, birita, codório, conhaque brasileiro, da boa, delas-frias, danada, dengosa, desmancha-samba, dindinha, dona-branca, ela, elixir, engasga-gato, divina, espevitada, de-pé-de-balcão, do balde, espírito, esquenta-por-dentro, filha-de-senhor-de-engenho, fruta, gás, girgolina, fava de cheiro, fia do sinhô de engenho, gasolina de garrafa, geribita, goró, gororoba, gramática, guampa, homeopatia, imaculada, já-começa, januária, jeribita, jurubita, jinjibirra, junça, jura, legume, limpa, lindinha, lisa, maçangana, malunga, mavalda, mamãe-de-aluana, mamãe-de-aruana, mamãe-de-luana, mamãe-de-luanda, mamãe-sacode, lambida, levanta velho, lisa, malta, mandureba, mundureba, marafo, maria-branca, mata-bicho, meu-consolo, minduba, miscorete, moça-branca, monjopina, montuava, morrão, morretiana, óleo, orontanje, otim, panete, patrícia, perigosa, pevide, piloia, piribita, porongo, prego, pura, purinha, mé, néctar dos deuses, oleosa, parati, pitu, preciosa, queima-goela, quebra-goela, quebra-munheca, rama, remédio, restilo, retrós, roxo-forte, samba, sete-virtudes, sinhaninha, sinhazinha, sipia, siúba, sumo-da-cana, suor-de-alambique, supupara, tafiá, teimosa, terebintina, refrigério da filosofia, rum brasileiro, salinas, semente de arenga, suor de alambique, terebintina, tinguaça, tira-teima, tiúba, tome-juízo, três-martelos, não-sei-quê, veneno, xinapre, zuninga, uca, uma que matou o guarda, vinho de cana, vocação, ypióca etc. Seus sinônimos passam de 2 000 e a cachaça é, sem dúvida, a palavra com mais sinônimos na língua portuguesa e talvez em qualquer outra língua.
Atualmente, várias marcas de boa qualidade figuram no comércio nacional e internacional e estão presentes nos melhores restaurantes e adegas no Brasil e no mundo.

## Produção da cachaça em larga escala

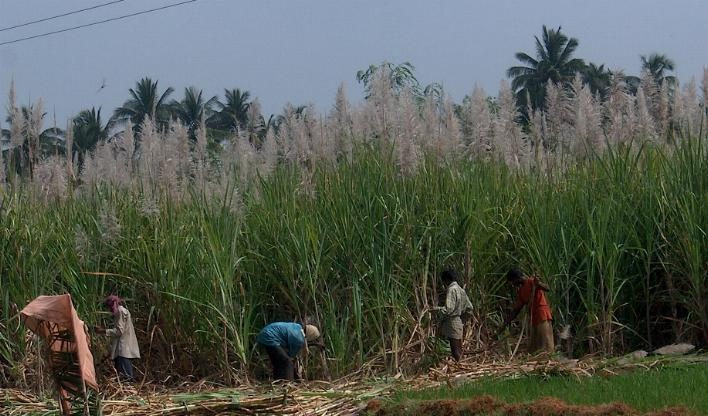
Colheita da cana-de-açúcar.

Em 1756, surge, em Pernambuco, a primeira aguardente industrializada do Brasil: a cachaça Monjopina, comercializada em garrafa lacrada.
Quase dois século depois, com o desenvolvimento do parque industrial brasileiro a partir da primeira metade do século XX, os subprodutos dos engenhos de açúcar, que antes eram utilizados na fabricação da cachaça, começaram a ser empregados em outras áreas como suplemento para forragens para animais, adubação orgânica, confecção de moldes na indústria de fundição e refratários, para dar consistência ao papelão e à casquinha de sorvete, além dos seus empregos na alcooquímica, cosméticos, bebidas e na indústria farmacêutica e de tintas e vernizes. A adoção do álcool como combustível, principalmente a partir da década de 1970, implicou na total escassez da matéria prima para os produtores de cachaça. Eles foram obrigados a plantar cana e obter a cachaça do caldo de cana fermentado.
O processo de produção inicia-se com a escolha da variedade adequada da cana de açúcar e seu plantio. Conforme a região, existem variedades que melhor se adaptam às condições geoclimáticas, além do cuidado em se fazer um plantio com variedade de cana com maturação precoce, média e tardia, visando a colher esta matéria-prima sempre no ponto adequado, nos diferentes meses de produção. Quanto à colheita da cana de açúcar, não é indicada a queima do palhiço, pois, além das consequências ambientais, a queima prévia da cana resulta no aumento do composto furfural e hidroximetilfurfural na bebida final; ambos são compostos carcinogênicos e sua soma não pode ultrapassar 5 mg/100 mL AA.

Engenho Espadas, engenho banguê em funcionamento na década de 1950 no estado de Pernambuco, Brasil.

Durante o processo de moagem da cana, é importante a análise da eficiência da extração do caldo, que deve ser próxima a 92% em moendas de três eixos. Ainda durante o processo de moagem, é importante o uso de um filtro para recolher os bagacilhos presentes no caldo, já que estes, quando chegam até o processo de fermentação, resultam no aumento do teor de metanol. É importante também a correção do Brix, ou teor de açúcar no caldo, para valores entre 16 e 18° Brix, visando a uma maior eficiência do processo fermentativo.
O caldo de cana é composto por água (85 a 95%), álcool etílico (4 a 12%), ácido lático, ácido acético, ácido butírico, os ésteres desses ácidos, glicerina, os álcoois superiores (o propílico, isopropílico, butílico, isobutílico, amílico, isoamílico), furfural (aldeído piromúcico), açúcares, materiais nitrogenados, bagacilhos, células de levedura, bactérias, etc.
O processo de fermentação é, sem dúvida, o mais importante para a qualidade do produto final. A fermentação ocorre por ação de leveduras, principalmente a Saccharomyces cerevisae, levedura que apresenta a melhor resistência a altos teores alcoólicos. Ao caldo de cana destinado à fermentação dá-se o nome de mosto.
É neste processo que ocorre a transformação da glicose em etanol e outros compostos secundários, como butanol, isobutanol, acetato de etila (benéficos ao sabor) e ácido acético, propanol, acetaldeído etc. (maléficos ao sabor da bebida). O controle apurado desta etapa, como monitoração de temperatura (entre 28 e 33 °C), pH (entre 4,5 e 5,5), contagem de leveduras, tempo de fermentação e formação de excessiva de bolhas é fundamental para a eficiência do processo. O processo de fermentação dura em torno de 24 horas, sendo o teor de sólidos solúveis o indicativo do final do processo. É imprescindível a assepsia deste processo, já que a contaminação bacteriana pode resultar em compostos indesejáveis no produto final.

Esquema de um alambique

Em seguida, é realizado o processo de destilação, quando o Brix se iguala a zero. Se existirem ainda açúcares presentes no mosto, a oxidação destes compostos durante a destilação resultará também na formação de furfural e hidroximetilfurfural. O processo de destilação pode ser realizado em alambiques de cobre ou inox (produção artesanal) ou em colunas de destilação (produção industrial), sendo que no primeiro ocorre uma melhor separação dos compostos, produzindo uma cachaça com menos compostos secundários quando comparada com a cachaça industrial. Durante a destilação, são coletadas três frações: cabeça (15% do volume destilado), coração (60% do volume destilado) e cauda (15% do volume destilado). A composição de cada fração está correlacionada com a temperatura de ebulição dos compostos presentes no mosto. A fração cabeça é rica em metanol e ácidos, e não deve ser comercializada nem utilizada para consumo. Na fração coração são coletados os principais compostos e mais desejáveis na aguardente. Já na fração cauda, também chamada de óleo fúsel ou caxixi, são encontrados os compostos com altas temperaturas de ebulição.
A cachaça obtida da fração coração pode ser comercializada depois do período de maturação (três meses) ou ser envelhecida em tonéis de madeiras, por um período mínimo de um ano.
Durante o processo de envelhecimento, há modificação das características originais da cachaça, dependendo da madeira com a qual o barril é fabricado. Em barris de carvalho, sassafrás e umburana há um aumento do teor alcoólico, enquanto que em barris de ipê, grapia e jequitibá há uma diminuição. Em barris de algumas madeiras como amendoim, jequitibá e louro-freijó, a cor da cachaça não é alterada. Já em barris de cabreúva, castanheira, cedro, ipê-amarelo e jatobá a bebida adquire tom amarelado. Em barris de sassafrás, o tom fica amarronzado, e em de vinhático ele fica amarelo-ouro.
Cachaças armazenadas em local com temperatura ambiente alta tendem a apresentar maior evaporação, o mesmo ocorrendo quando a umidade é baixa. O ambiente onde se encontram os recipientes (tonéis ou barris) deve apresentar umidade relativa do ar em torno de 73% e temperatura entre 9 e 15 °C.  A altura do local deve ser de 4 metros ou mais alto, as telhas de barro e as paredes e piso de pedra. Pode também ser subterrâneo. Para manter a umidade elevada pode-se fazer circular água corrente em valetas ou molhar constantemente o ambiente e os barris. Pode-se obter cachaça de melhor qualidade misturando-se bebidas de diferentes idades.
A cachaça foi tradicionalmente transportada em barril de madeira. Apenas no início do século XIX é que há as primeiras notícias de cachaça em garrafas e litros de vidro. Não se sabe se eram recipientes reaproveitados de bebidas importadas ou fabricados localmente, uma vez que o Brasil voltou a ter uma fábrica de vidros em 1810 (e que duraria até 1825), na Bahia — quase 200 anos após a primeira oficina de vidro do Brasil, que existiu em Pernambuco durante a ocupação holandesa. Contudo, a obrigatoriedade da utilização de recipientes de vidro foi imposta apenas no final da década de 1930, com o Decreto-Lei 739 de 24 de setembro de 1938. Nela a comercialização da bebida só era permitida a produtores devidamente registrados e deveria ser acondicionada em recipientes de, no máximo, um litro e ter afixado rótulo com informações sobre o produtor e a bebida.

## Composição da cachaça

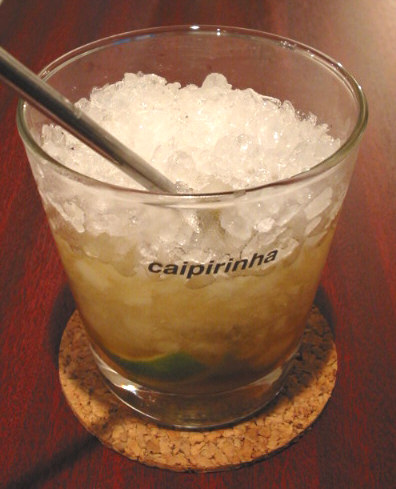
Caipirinha, tradicional drinque brasileiro produzido com cachaça, açúcar, gelo e limão.

Entram na composição da cachaça mais de 300 substâncias, das quais 98% consistem de água e etanol. Os restantes dois por cento (2%), os compostos secundários, são os que conferem à bebida suas características organolépticas. As substâncias contidas no mosto, extraídas do colmo da cana, sofrem reações entre sí e em decorrência dos processos de fermentação, destilação e envelhecimento.

### Composição do colmo da cana
Valores em g/100g:
- Água 65,0-75,0; açúcares 12,0 a 18,0 (sacarose, glicose e frutose); fibras 7,0-17,0 (celulose, hemicelulose e lignina); compostos nitrogenados 0,3-0,6; lipídeos 0,15-0,25 (gorduras e ceras); ácidos orgânicos 0,1-0,15; substâncias pécticas e gomas 0,15-0,25; cinzas 0,3-0,8.

### Composição do mosto
- O mosto, ou caldo de cana, ou ainda a garapa, é uma mistura complexa contendo 80% de água e 20% de sólidos solúveis. Neste caso está sendo admitido que a moagem e a filtração do mosto eliminaram sólidos não solúveis como bagacilhos e outras impurezas. Os sólidos solúveis compreendem os açúcares e os não açúcares.[15]

Açúcares
Sacarose 18%, glicose 0,4% e frutose 0,1%
Não açúcares orgânicos
Proteínas, gorduras, ceras, pectinas, ácidos livres, ácidos combinados (málico, succínico, aconítico, oxálico, fumárico etc.) e substâncias corantes (clorofila, anticianina e sacaretina)
Não açúcares inorgânicos
Cinzas: sílica, potássio, fósforo, cálcio, sódio, magnésio, enxofre, ferro, alumínio, cloro etc.

### Composição do mosto fermentado
Durante a fermentação do mosto seus componentes são transformados em etanol, gás carbônico, glicerina e compostos secundários. A variedade e quantidade destes determinarão se a cachaça será ou não de boa qualidade.
Etanol, gás carbônico, glicerina, ácidos carboxílicos, metanol, ésteres, aldeídos e alcoóis superiores são formados pela ação das leveduras sobre os açúcares presentes no mosto.
A presença de pouca quantidade de ácidos orgânicos é benéfica para a bebida, enquanto em grande quantidade provoca um sabor indesejável, agressivo. O ácido acético, presente na cachaça, é produzido pelas próprias leveduras que provocam a fermentação ou por bactérias acéticas contaminantes. Os ácidos oxaloacético, cítrico, pirúvico, málico e maleico são resultado do metabolismo das leveduras. As leveduras excretam para o meio os ácidos que para elas não tem utilidade, como o butírico, caproico, caprílico e cáprico.
No início da fermentação o acetaldeído e outros aldeídos são produzidos pelas leveduras e a quantidade dos mesmos vai diminuindo à medida que o processo avança. Com a degradação parcial de aminoácidos são formados alcoóis superiores. Estes reagem com o oxigênio, produzindo outros aldeídos. A produção de aldeídos é aumentada também quando ocorre aeração durante a fermentação.
Os álcoois superiores, ou óleo fusel, são formados pela degradação de aminoácidos como o álcool d-amílico proveniente da d-leucina, o isoamílico da l-leucina e o isobutílico da valina. Alguns são formados durante o metabolismo do açúcar no interior da levedura. A formação dos alcoóis superiores é incrementada pelo pH do mosto e pela aeração e temperatura do mosto durante a fermentação.
O éster, como o acetato de etila, que confere à cachaça um sabor frutado, é o resultado da reação entre o etanol e o ácido acético. A presença de micronutrientes do solo, como o zinco, que são absorvidos pela planta, favorecem a formação de ésteres.
Reações de hidrólise ácida ou enzimática que ocorrem durante a fermentação liberam o metanol, preso ao ácido galacturônico, que constituem a pectina. É extremamente tóxico ao ser humano.
O carbamato de etila, o éster etílico do ácido carbâmico, é formado pela reação do etanol com alguns compostos nitrogenados, reação que é influenciada por fatores como temperatura, pH, luz e tempo de armazenagem. É tido como carcinogênico.

### Composição do destilado
- A destilação permite a separação de substâncias voláteis (água, etanol, metanol, ácido acético, alcoóis superiores, ésteres, aldeídos, gás carbônico) dos não voláteis (células de leveduras, minerais, ácidos orgânicos e inorgânicos).
- As reações que ocorrem durante a destilação do mosto são: hidrólise, esterificação, acetalização, reações com o cobre, produção de furfural etc.[15]
- Os tipos e quantidades de compostos secundários que vão se formar dependem:[15]
  - das particularidades do caldo de cana fermentado
  - de quais frações de corte serão efetuadas na destilação
  - do tipo e tamanho do aparelho utilizado na destilação
  - do material do qual é feito o aparelho
  - da limpeza do aparelho
- Alguns compostos secundários com pontos de ebulição bem mais elevados do que o álcool ou a água podem aparecem no destilado. Isto se explica porque uma vez que se encontram em baixas concentrações no mosto fermentado, a chance deles se associarem entre si é bem menor do que com o álcool ou com a água, presentes em relativas grandes concentrações. Desta forma, eles evaporam no ponto de ebulição do álcool ou da água.[16]
- O acetaldeído e o acetato de etila apresentam baixo ponto de ebulição, 21 °C e 77 °C, respectivamente, e são encontrados em alta concentração na fração cabeça. Podem também serem encontrados no início da fração coração.[15]
- Ácidos graxos e seus ésteres mesmo tendo alto ponto de ebulição podem aparecer na cabeça e no coração por serem solúveis em álcool. Alguns exemplos são caprilato de etila (208 °C), caprato de etila (244 °C), laurato de etila (269 °C), caproato de etila (166,5 °C) e acetato de isoamila (137,5 °C).[15]
- O metanol (65,5 °C) e os alcoóis superiores 1-propanol, isobutanol, 2-metil-butanol e 3-metil-butanol por serem solúveis em álcool e parcialmente em água, são encontrados na cabeça e no coração.[15]
- O ácido acético (110 °C), o 2-fenil-etanol, o lactato de etila e o succinato de dietila, mesmo tendo ponto de ebulição acima do da água, começam a destilar na metade da fração coração por serem total ou parcialmente solúveis em água.[15]
- O furfural (167 °C), por ser muito solúvel em água, é encontrado nas frações coração e cauda.[15]
- Quando o caldo de cana apresenta substâncias orgânicas em suspensão, estas podem se depositar no fundo do aparelho destilador e suas queimas originam o furfural e o hidroximetilfurfural.[16]
- A parte da cabeça do destilado é a que concentra a maior quantidade de aldeídos, que não são desejáveis, e também a de ésteres, desejáveis. Fica, portanto, difícil evitar que aldeídos migrem para o coração ou que ésteres permaneçam na cabeça.[16]
- A reação do etanol com compostos nitrogenados resulta na formação do carbamato de etila, o que pode ocorrer antes, durante e depois da destilação.

Alguns componentes da cachaça são:
1,4-butanodiol; 2-fenil-etanol; 2-metil-butanol; 3-metil-butanol; acetaldeído; acetato de etila; acetato de isoamila; acetato de metila; acetato de metila; acetato de propila; acetona; ácido acético; ácido butírico; ácido cáprico; ácido caprílico; ácido láurico; água; álcool 2-feniletílico; álcool amílico; álcool butílico; álcool cetílico; álcool cinâmico; álcool etílico; álcool isoamílico; álcool isobutílico; álcool isopropílico; álcool metílico; álcool n-propílico; álcool propílico; álcool sec-butílico; aldeído acético; benzaldeído; benzoato de etila; butirato de propila; caprato de etila; caprilato de etila; caproato de etila; carbamato de etila; cobre; formaldeído; furfural; geraniol; glicerina; heptanoato de etila; hidroximetilfurfural; iámílico; i-butanol; isobutanol; lactato de etila; laurato de etila; mentol; metanol; n-butanol; n-butiraldeído; n-dodecanol; n-propanol; n-tetradecanol; propanol; propionato de amila; propionato de metila; succinato de dietila; tanino; valeraldeído; valerato de isoamila

### Descanso e envelhecimento
- Durante o período de descanso, ou maturação da cachaça, que vai de três a seis meses, ocorre a oxidação dos aldeídos, responsáveis pelo odor forte que incomoda as vias nasais.[16]
- Durante o envelhecimento da cachaça pode ocorrer na interação entre a bebida e a madeira da qual é feito o recipiente:[15]
  - remoção de substâncias pela evaporação, adsorção ou interação com a madeira
  - incorporação de substâncias da madeira pela cachaça
  - oxidação de substâncias liberadas pela cachaça
- Há também outras transformações químicas, físicas e sensoriais:[16]
  - interações químicas das substâncias da destilação entre si
  - etanol reage com o oxigênio
  - ácidos fenólicos são formados a partir da oxidação de aldeídos
  - formação de ácidos fenólicos em decorrência da decomposição em monômeros da hemicelulose e da celulose
  - surgem aromas agradáveis na bebida devido à formação de ésteres fenólicos, em decorrência de reações entre alcoóis da bebida e ácidos fenólicos
  - aumento da viscosidade e oleosidade da bebida
  - alteração da cor, dependendo do tipo de madeira com a qual é feito o recipiente.
- No caso da cachaça envelhecida, a hemicelulose e outras pentoses e seus polímeros ao serem degradadas por ácidos também geram o furfural.[15]
- Quando há microaerações durante o envelhecimento da cachaça os aldeídos convertem-se em seus ácidos correspondentes, o mesmo ocorrendo com os aldeídos fenólicos, provenientes da madeira do tonel. Se a bebida fica armazenada por mais de um ano, começa a esterificação desses ácidos com o etanol.[15]

### Composição da vinhaça
A vinhaça, subproduto da destilação do mosto fermentado, é composta aproximadamente de: Matéria orgânica (23,44 kg/m3), N (0,28 kg/m3), P2O5 (0,20 kg/m3), K2O (1,47 km/m3), CaO (0,46 km/m3), MgO (0,29 kg/m3), SO2 (1,32 kg/m3), Fe (69,00 ppm), Cu (7,00 ppm), Zn (2,00 ppm) e Mn (7,00 ppm). pH 3,70.

## Geração e aproveitamento de resíduos

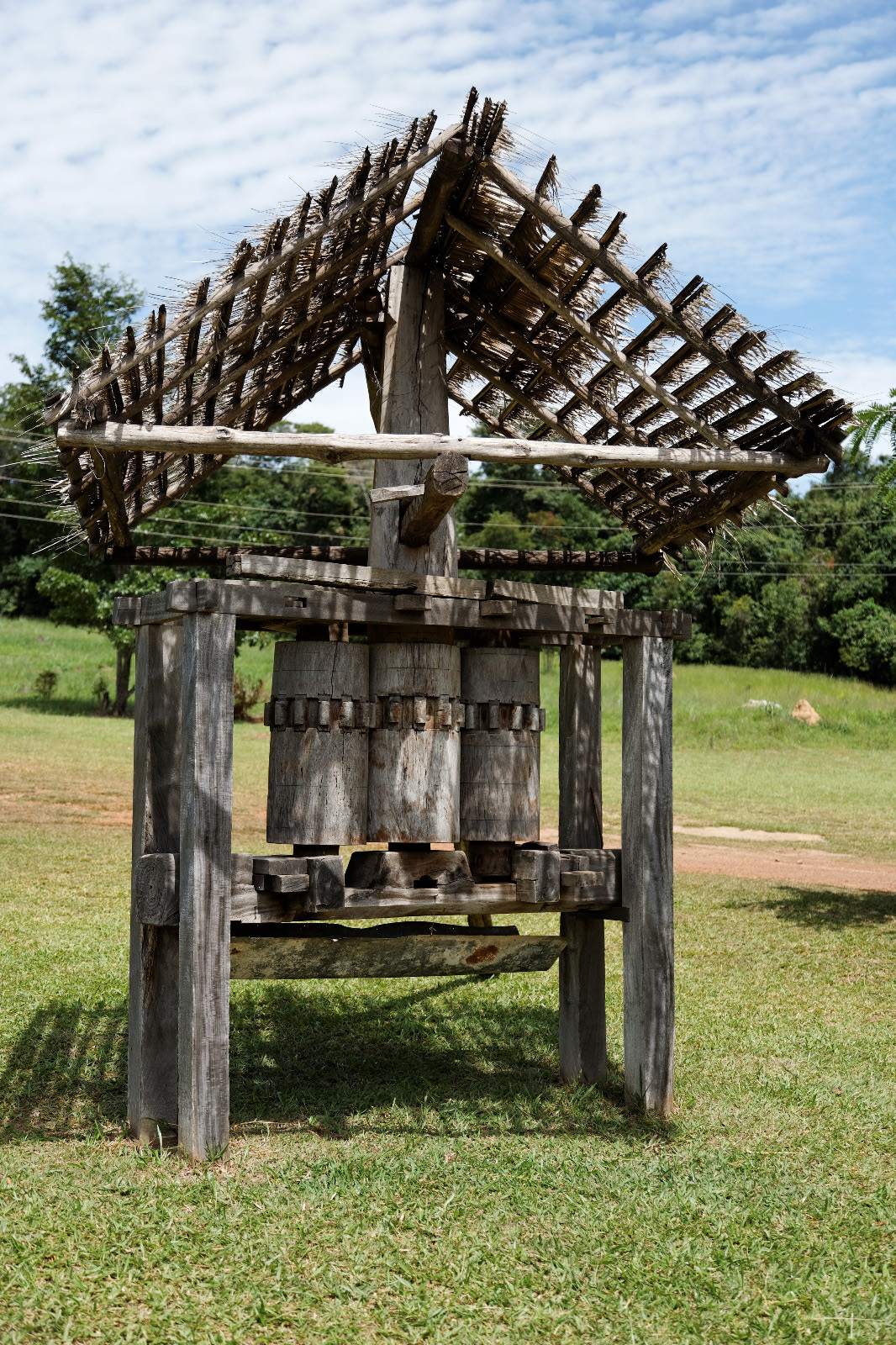
Antiga moenda de madeira para cana-de-açúcar em Goiás.

Durante o processo de produção da cachaça, são gerados os seguintes resíduos: Ponteira da cana, vinhoto e bagaço.
A ponteira da cana-de-açúcar pode ser utilizada em silagem para alimentação animal. Já o bagaço é rico em fibras, porém pouco nutritivo, especialmente se o processo de moagem foi eficiente. O indicado é utilizá-lo depois de seco, nas caldeiras como substituto de parte da madeira, ou mesmo para a produção artefatos artesanais.
Além de sua utilização como combustível para caldeiras e geração de energia elétrica, o bagaço de cana vem sendo utilizado na alimentação de bovinos, na remoção de poluentes da água, na produção de enzimas ligninocelulolíticas, na substituição da areia na construção civil, na confecção de luminárias, na produção de fertilizantes, como substrato no cultivo de mudas de orquídeas, na produção do fibrocimento, do etanol de segunda geração, de chapas de partículas, de briquetes, como aditivo do asfalto e na confecção de nanotubo de carbono.
O vinhoto é comumente utilizado como fertilizante e também na produção de biogás em algumas destilarias. Entretanto, este subproduto não deve, de forma alguma ser jogado em rios ou leitos de água sem tratamento prévio por ser altamente poluente. A cachaça pode ser redestilada para produção de etanol, mas não é aconselhável o retorno deste produto ao destilador para ser reprocessado.
O vinhoto, vinhaça, tiborna ou restilo também se mostra boa alternativa para ser utilizado na compostagem de resíduos agroindustriais, no preparo de cuba de fermentação alcoólica, como aditivo na dieta da alimentação de aves como substrato para produção de biomassa protéica e lipídica por leveduras e bactérias, para tratar poluentes da indústria têxtil, na produção de biogás (metano) e para produção de biodiesel.

## Legislação no Brasil
De acordo com o Decreto 4 851, de 2003, o artigo 92 diz o seguinte sobre a cachaça:
| “ | Cachaça é a denominação típica e exclusiva da aguardente de cana produzida no Brasil, com graduação alcoólica de 38% a 48% em volume, a 20°C), obtida pela destilação do mosto fermentado de cana-de-açúcar com características sensoriais peculiares, podendo ser adicionada de açúcares até seis gramas por litro, expressos em sacarose. | ” |

O texto regulamentar básico editado pelo Governo brasileiro para disciplinar a produção e comercialização de cachaça no Brasil é a Instrução Normativa nº 13, de 29 de junho de 2005, baixada pelo Ministro da Agricultura e publicada no Diário Oficial da União de 30 de junho de 2006. A IN nº13/2005, como é conhecida, "Aprova o Regulamento Técnico para Fixação dos Padrões de Identidade e Qualidade para Aguardente de Cana e para Cachaça".
Conforme este Regulamento Técnico, a "cachaça é a denominação típica e exclusiva da aguardente de cana produzida no Brasil, com graduação alcoólica de 38% vol. (trinta e oito por cento em volume) a 48% vol. (quarenta e oito por cento em volume) a 20°C (vinte graus Celsius), obtida pela destilação do mosto fermentado do caldo de cana-de-açúcar com características sensoriais peculiares, podendo ser adicionada de açúcares até 6 g/l (seis gramas por litro), expressos em sacarose" e a "Aguardente de Cana é a bebida com graduação alcoólica de 38% vol. (trinta e oito por cento em volume) a 54% vol. (cinquenta e quatro por cento em volume) a 20°C (vinte graus Celsius), obtida do destilado alcoólico simples de cana-de-açúcar ou pela destilação do mosto fermentado do caldo de cana-de-açúcar, podendo ser adicionada de açúcares até 6 g/l (seis gramas por litro), expressos em sacarose".

## Dia nacional da cachaça
Em junho de 2009, no 12º Expocachaça, o Instituto Brasileiro da Cachaça (IBRAC) oficializou o dia 13 de setembro como o Dia Nacional da Cachaça.

## Degustação
Degustação é uma avaliação que se faz da cachaça para estipular se ela é boa ou ruim. Consiste em exame visual da cachaça na garrafa e no copo, seguido do exame olfativo e depois pelo gustativo da bebida.
Exame na garrafa:
- A garrafa deve apresentar rótulo contendo dados sobre o produtor, graduação alcoólica, selo de produção e data do envasamento;
- Ela deve ser agitada levemente para que seja observada a formação de colar (círculo de pequenas bolhas) no gargalo;
- O líquido deve estar isento de partículas sólidas ou viscosas.

Exame no copo:
- No copo, o líquido deve apresentar limpidez, ou seja, ser transparente e sem partículas;
- Deve apresentar brilho vivo e não opaco. O brilho pode ser brilhante, límpido, velado, opaco ou turvo;
- A cor pode ser amarela, dourada, âmbar ou branca, quando a cachaça não é envelhecida ou o é em tonéis que não alteram a coloração da bebida;
- A viscosidade, ou seja, a presença de glicerol, pode ser observada agitando levemente o copo em movimentos circulares. Da parte superior do copo onde o líquido alcançou, começam a escorrer "lágrimas". Quanto mais lento o deslizamento da lágrima, maior é a viscosidade.

Exame olfativo:
Primeiro, aproxima-se das narinas o copo com a cachaça em repouso, tampa-se uma delas e inspira-se com a outra. Se "queimar", significa presença de alto teor alcoólico.
Em seguida, agita-se levemente o copo para que aromas sutis sejam liberados e inspira-se com as duas narinas.
Por último, o copo deve ser agitado vigorosamente para que outros aromas sejam liberados.
Os tipos de aroma são:
- Primário (da cana-de-açúcar);
- Secundário (liberado pelos ésteres na fermentação);
- Terciário (liberados pela madeira durante o envelhecimento - não devem existir em cachaças não envelhecidas).

As característica dos aromas são:
- Intensidade: aroma variando de sutil até imperceptível;
- Fineza: aroma variando de notável, agradável e rude;
- Natureza: é a analogia com aromas conhecidos como pimenta, noz moscada, baunilha, menta, anis, funcho, etc;
- Persistência: é o intervalo de tempo em que a sensação do aroma permanece na memória olfativa.

Principais aromas:
- Alcoólico: deve ser moderado
- Frutado: quando lembra o aroma de frutas agradáveis.
- Ácido: deve ser discreto, não ocasionando a excessiva produção de saliva.
- Adocicado: deve ser moderado, não prevalecendo sobre o aroma da fruta.
- Estranho: como aroma de mofo, papel molhado, acre, sulfatos etc., o que demonstra presença de componentes indesejáveis.

Alguns aromas indesejáveis e causas prováveis:
Não aceitáveis:
- Vinagre: ácido acético
- Verniz: Acetato de etila
- Ovo em decomposição: ácido sulfídrico
- Gerânio: ácido sórbico

Aceitáveis quando leves:
- Metálico: Acetaldeídos
- Queijo ou chucrute: ácido lático
- Fósforo queimado: anidrido sulfuroso
- Mofo ou bolor: diversos sulfatos

Exame gustativo:
Este exame confirma ou não as sensações deixadas pelo exame olfativo. Coloca-se uma pequena quantidade da cachaça na boca e revolve-a com a língua, de maneira que alcance todas as partes da boca e da língua. Procura-se então identificar os aromas provocados pelo exame olfativo. Em seguida o líquido é ingerido.
As características obtidas com este exame são:
- Estrutura: sensação de travo ou amargor indica bebida de má qualidade. A boa cachaça deixa uma sensação aveludada.
- Acidez: se a tendência for fazer careta como quando se come limão ou se bebe vinagre, é uma indicação de que a cachaça é de má qualidade.
- Alcoolidade: cachaça de má qualidade provoca uma sensação de ardência ou queimação na boca e na garganta.
- Encorpo: é a sensação de que passou algo encorpado pela boca, como se fosse uma calda.[40]